# BK Budivelnyk
BK Budivelnyk je ukrajinský basketbalový klub hrající ukrajinskou superligu. Domácí zápasy hraje klub ve sportovní hale Gymmaxx Arena. Klub byl založen v roce 1945 pod názvem SKIF Kyjev. V roce 1962 se klub přejmenoval na Budivelnyk. V roce 1992 klub získal svůj historicky první titul v nejvyšší soutěži.

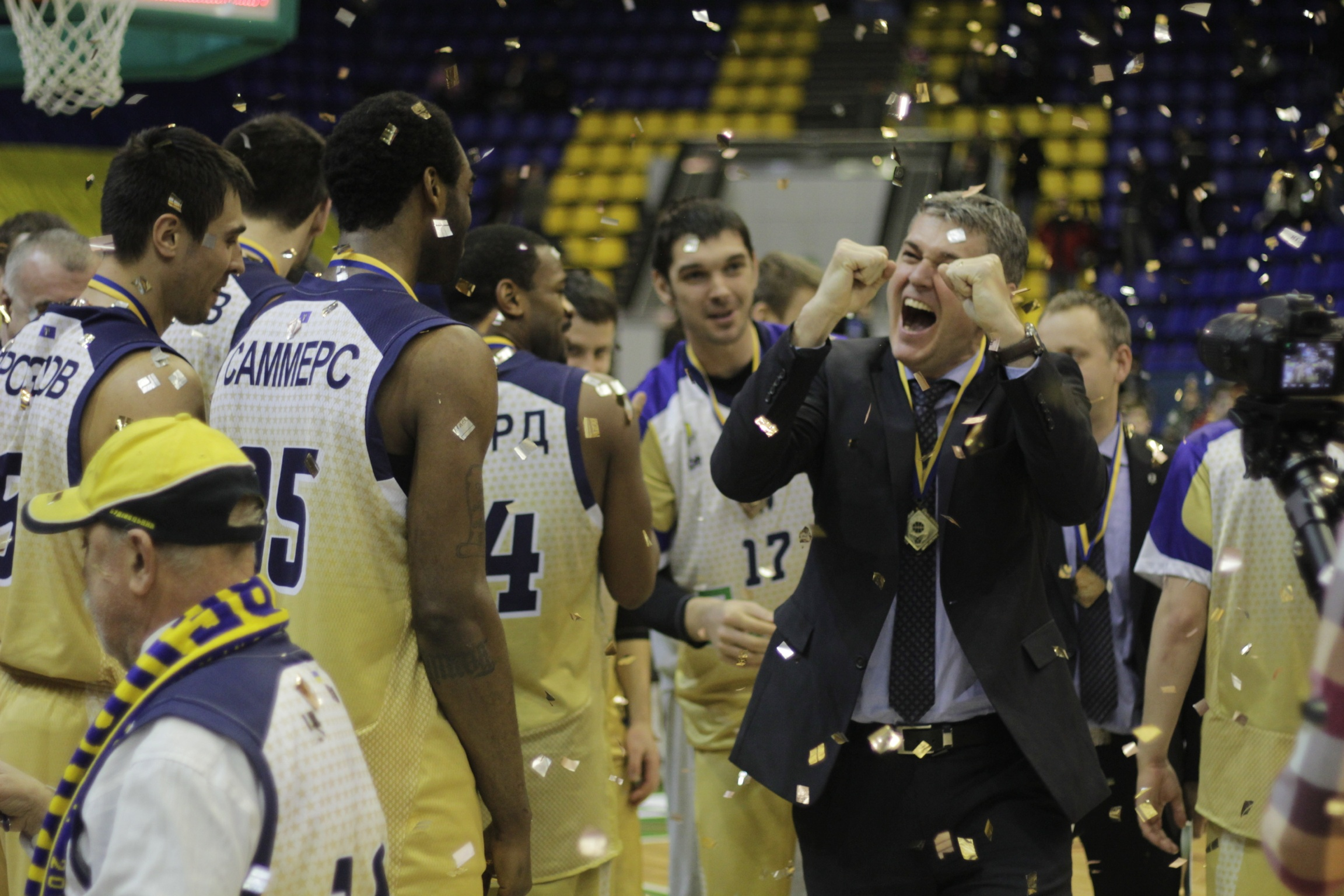
Budivelnyk 2014

## Seznam největších úspěchů klubu
- 5× vítěz ukrajinské superligy - 1992/1993, 1996/1997, 2010/2011, 2012/2013, 2013/2014
- 3× vítěz ukrajinského poháru - 2012/2013, 2013/2014, 2014/2015